# Glaciar Final del Trineo
Glaciar Final del Trineo (en inglés: Dead End Glacier) es un glaciar que fluye hacia el este desde el extremo sur de la Cordillera Salvesen de la isla San Pedro, en el archipiélago de las Georgias del Sur, en el lado oeste del Glaciar Salomon. Fue examinado por la Encuesta de Georgias del Sur en el período 1951-1957, y llamada así por los topónimos Comité Antártico Reino Unido porque no hay una ruta de trineos hacia este glaciar de la costa norte del Fiordo de Drygalski.